# フォルティッシモ (ビジュアルストーリー)
「フォルティッシモ」は、月刊シルフで2014年9月号（2014年7月22日発売）から連載が開始されたビジュアルストーリー。原案・企画は｢BROTHERS CONFLICT｣を手がけた叶瀬あつこ、シナリオはハラダサヤカ（第11話より、藤谷燈子に変更）、イラストはウダジョが担当している。
2017年7月号(5/22発売)の第22話より、ふたつのルートに分岐し、forttêメンバーのエピソードを中心に描かれる物語と、月城や松永をメインにした物語(フォルティッシモ—Dance in the castle—)の同時掲載が始まり、共に全24話で完結した。

## あらすじ
主人公の藤咲ふたばはアイドルにまったく興味のない大学生だったが、就活で応募した芸能事務所ジェイムズ・エンタテインメントに正式採用。そこで人気アイドルグループのマネージャーを任されることになった。

## 登場人物

### メインキャラクター
藤咲 ふたば (ふじさき ふたば)
初登場時22歳。東京都出身。
本作の主人公。出版社に就職希望だったがことごとく全滅したため、文橙館が発行している愛読誌に掲載されていた大手芸能事務所ジェイムズ・エンタテインメントの求人募集にエントリー。その後、正式採用となりforttêのマネージャーを一任される。
基本的には聞き分けのいい優等生だが、嘘のつけない正直な性格でforttêのメンバーに対して遠慮のない物言いをしてしまうことがある。
forttê (フォルテ)
ジェイムズ・エンタテインメント一推しのアイドルグループ。グループ名はメンバーの名前から一文字ずつ取っている。
｢BROTHERS CONFLICT｣のエイプリルフール企画(2012.4.1)で、｢IDOL CONFLICT｣と称してforttêの公式サイトが作られたこともあった。
現在、10枚のシングルCDと2枚のアルバムをリリースしている。
2014年夏、武道館でライブを開催。新曲を発表した。
赤星 瑛一郎 (あかぼし えいいちろう)
声 - 小野友樹
forttêのリーダー。初登場時20歳。1993年8月31日生まれ。A型。180cm。東京都出身。
愛称は｢エイチ｣。面倒見がよく、穏やかな性格。幼少時からダンススクールに通い、12歳で現在の事務所に所属。
声量と歌唱力、見るものを惹きつけるダンスパフォーマンスは高い評価を得ている。ドラマや舞台などにも出演。
女優、赤星英莉奈は実姉。
初登場時は｢BROTHERS CONFLICT｣2ndシーズン2巻｢After#029｣。
清家 涼 (せいけ りょう)
声 - 柿原徹也
forttêのサブリーダー。初登場時20歳。1993年10月31日生まれ。A型。178cm。東京都出身。
3歳からモデルとしてＣＭや雑誌で活躍し、中学進学と同時に現在の事務所に所属した。デビュー後もモデルの仕事を続けている。
常に沈着冷静で、めったなことでは動じない。瑛一郎とは同じダンススクールに通っていたことがあり、親友でもある。
現在は明慈大学の3年生。大学には車で通学することも。
初登場時は｢BROTHERS CONFLICT｣2ndシーズン2巻＃027。
武居 拓眞 (たけすえ たくま)
声 - 逢坂良太
初登場時19歳。1994年11月1日生まれ。O型。177cm。茨城県出身。
愛称は｢タケタク｣。気さくかつ、まっすぐな性格。
中学生時にスカウトされ、読者モデルとして活躍。その後現在の事務所に所属した。バラエティ番組への出演が多い。
理とは高校の芸能科クラスで同級生だった。現在でも仲がよい。
成本 理 (なりもと おさむ)
声 - 斉藤壮馬
初登場時19歳。1994年6月1日生まれ。A型。175cm。神奈川県出身。
幼少時からピアノやヴァイオリンに触れ、音楽的な才能の持ち主。趣味は作曲で、forttêの楽曲制作も手がける。
中学生時に現在の事務所に所属する。
芸術家肌でナイーヴな性格のため、明るい拓眞を心のよりどころにしている。
森嶋 永遠 (もりしま とわ)
声 - 花江夏樹
初登場時16歳。1997年5月5日生まれ。AB型。173cm。神奈川県出身。
｢弟にしたい芸能人No.1｣の座を3連覇する、グループ最年少メンバー。
小学校入学と同時に現在の事務所に所属した。バックダンサー、教育番組への出演を経てデビュー。
幼少時からアイドルに憧れていたため、プロ意識が高い。高校に通いながら芸能活動を続けている。
朝倉 風斗 (あさくら ふうと)
声 - KENN
初登場時18歳。1995年7月7日生まれ。B型。176cm。東京都出身。本名は朝日奈風斗。
小学生の時に事務所所属となり、CM出演やバックダンサーなどを経験してきた。ドラマや映画などに出演し、高い演技力が評価されている。現在は演技の勉強をするためアメリカ合衆国のロサンゼルスに留学中。
｢BROTHERS CONFLICT｣で朝日奈兄弟の12男として登場した。同じ事務所に所属する朝日奈祈織は実兄。他に芸能人の実兄としては、双子で人気声優の朝日奈椿と朝日奈梓がいる。
月城 奏汰 (つきしろ そうた)
声 - 谷山紀章
27歳。1月15日生まれ。B型。180cm。京都府出身。
forttêのマネージャー。ファンの間では華のあるイケメンマネージャーとして有名。
夏木瀬社長の信頼も厚く、次期幹部候補との噂もある。ふたばの上司として厳しく指導するが、兄貴肌でもあるので励ましてくれることもある。

### サブキャラクター
飛沫（しぶき）
ジェイムズ・エンタテインメント関西支部における、4人組のトップアイドルグループ。forttêにとっては2年先輩にあたり、「東のforttê、西の飛沫」と呼ばれるほどのライバルでもある。
2014年夏に行われた武道館ライブでは大トリを任された。
江川 虎之輔（えがわ とらのすけ）
声 - 江口拓也
22歳。4月2日生まれ。Ｏ型。179cm。大阪府出身。愛称は「トラ」。
事務所の関西支部「関西ジェイムズ」に所属し、看板グループである「飛沫」のリーダー。お祭り好きで、深く物事を考えていないような言動をとるが、実際には周囲の空気を敏感に読み取るクレバーな面も。
瑛一郎と年が近く、また事務所に入ったのもほぼ同時期だったため、昔から比較されることが多かった。だが、本人たちの仲は良い。
波留 葵（はる あおい）
自他共に認めるドＳ。風斗や永遠のような「小悪魔」「いじわる」ではなく、本物。しかし朱里よりもモテており、毎晩違う女性と過ごしている。
井口 繭（いぐち まゆ）
童顔ではあるが、メンバーの中では一番年上。努力と人柄でアイドルの座を勝ち取ったという経緯があり、他のメンバーや周囲のスタッフからの信頼が厚い。
高津 朱里（たかつ しゅり）
飛沫の美形枠で、葵ほどではないが女性好き。しかし常識はずれの虎之輔や葵にいじられるうちに、なぜか「残念なイケメン」という不名誉なあだ名をつけられる。
松永 彰真 (まつなが あきざね)
声 - 森久保祥太郎
28歳。2月28日生まれ。A型。184cm。埼玉県出身。
中学・高校時代は、朝倉風斗の実兄である朝日奈椿・梓とは同級生、月城奏汰の1年先輩に当たり、｢BROTHERS CONFLICT｣コミカライズ版では、体育祭のリレー選手としても顔を出した。
大手出版社文橙館に勤務する、女性週刊誌の編集者。そのルックスと軽めの言動で、多くの芸能事務所や記者とのパイプを持つ。
現在はforttêのスキャンダルを狙っている。
藤咲 一葉(ふじさき いちは)
声 - 浜田賢二
主人公の兄で妻子持ち。兄妹の仲はよく、ハードに働く妹を心配している。大らかな性格。
赤星 英莉奈(あかぼし えりな)
声 - 上田麗奈
瑛一郎の姉。人気、実力を兼ねた女優で、涼は子役時代からの友人。やさしく、おっとりとした性格。
恋愛ドラマでは瑛一郎と共演したこともある。
夏木瀬 リリィ (なつきせ りりぃ)
声 - 大原さやか
年齢不詳。生年月日不明。165cm。東京都出身。
ジェイムズ・エンタテインメント社長。採用面接でふたばの熱意と能力を見込んで、採用を決定した。
サバサバした性格で、何事も即断即決。行動力と決断力に優れ、社員からの信頼も厚い。
砂川 美耶(すながわ みや)
声 - 三宅麻理恵
主人公の同期で、コンテンツ事業部の所属。ジェイムズには、アイドル好きが高じて入社した。
穂波 瑠夏(ほなみ るか)
声 - 森沢芙美
理のピアノ講師で、自宅でピアノ教室を営む。夫は指揮者で海外での仕事が多く、留守にしがち。

## forttêの楽曲

### シングル
1. LOVERS FOURTEEN／愛はショートケーキ
2. アンフェア／メンバーによるトークトラック収録
3. 悪趣味－BAD TASTEー／stay and wait
4. SPLASH STRIDER／キケンな関係
5. dramatic change／アンフェア2012
6. ROSE
7. Love Bite／PINK IMPULSE

6枚目の｢ROSE｣は朝倉風斗主演ドラマ｢夢から醒めても｣の主題歌シングル。作詞を赤星、作曲を成本が担当しているバラード。
8～10枚目までのディスコグラフィーに関しては不明。10枚目のシングルは、6枚目のROSE同様、作詞を赤星、作曲を成本が担当している。

### アルバム
1. forttê
2. forttê-issimo

### ゲームの楽曲
1. フォリラ(OP)
2. fes.CINDERELLA(ED)

フォリラは、ゲームver.では留学中と思われる風斗は歌唱していないが、CDには2番から風斗が歌う6人のバージョンが収録されている。(2018年3月8日発売)

## ドラマCD
- フォルティッシモ ドラマCD Vol.1 Backstage Style (2015年11月6日発売)
- フォルティッシモ サウンドストーリー Surprise Style (2016年3月26日発売)

ゲーム特典ドラマCD
「王子様、アレを拾ってしまう」(限定版特典)
「王子様のご乱心」(予約特典)
「喧嘩の原因は？」(アニメイト店舗特典)
「不思議な一日」(ステラワース店舗特典)
「無人島脱出」(いまじん店舗特典)
「ヒッチハイク」(ebten、WonderGOO店舗特典)
「パワフルな一日」(ソフマップ店舗特典)

## イベント
1. 2016/3/13 電撃祭2016にて初ステージイベント開催。

小野友樹(赤星瑛一郎)、逢坂良太(武居拓眞)が出演。サプライズゲストとしてKENN(朝倉風斗)が登壇した。
オトメイトから発売されるゲームのOPとEDはforttêが担当することが発表された。

## ゲーム
2018年3月8日オトメイトよりPS Vitaで発売。
攻略対象キャラ(赤星瑛一郎、清家涼、成本理、武居拓眞、森嶋永遠、月城奏汰)

## 掲載誌
MY★STAR vol.1(2014年12月19日発行)
P72～75、グラビアと｢野望｣をテーマにしたインタビュー。LAから風斗のFAXコメントも掲載。
MY★STAR vol.2(2015年3月19日発行)
P90 ｢Futo's L.A.Diary｣掲載。
MY★STAR vol.3(2015年7月21日発行)
P90 ｢Futo's L.A.Diary｣掲載。
MY★STAR vol.4(2015年11月19日発行)
P14～17 撮り下ろしグラビア(Natural Style)、forttê1stクロストーク掲載。
P90 ｢Futo's L.A.Diary｣掲載。
ピンナップ付録。
電撃Girl's style 3月号(2016年2月10日発売)
P140〜144 forttêからバレンタインデーのメッセージ。ゲームスチルあり。
ドラマCD vol.2のジャケット掲載。
MY★STAR vol.5(2016年3月22日発行)
P83 ｢血液型別IDOL FILE｣で理、瑛一郎、涼が掲載。
P85｢マネージャーさんに突撃!!｣でチーフマネージャー宮路頼大のコメント掲載。
P90｢Futo's L.A.Diary｣掲載。
特別付録｢リア恋派BOOK｣撮り下ろしグラビア(Boys Lunchtime)、メンバーの恋愛観についてのインタビュー。
MY★STAR vol.6(2016年7月26日発行)
P70,71｢forttê's Top Secret｣メンバーの秘密の素顔をインタビュー。
P84｢血液型別IDOL FILE｣で風斗が掲載。
P88 forttêのforstagramでの様子を掲載。
P95 ｢IDOL's胸キュンボディパーツ」で理が掲載。
P96 ｢マネージャーさんに突撃!!｣でチーフマネージャー宮路頼大のコメント掲載。
MY★STAR vol.7(2017年3月22日発売)
P62〜65 forttêグラビア&スペシャルインタビュー
P83「血液型別IDOL FILE」のO型一覧に拓眞が掲載。
P86「マイスタ学園 アイドル倶楽部」アイドル文通のコーナーで風斗のコメントが掲載。
P94 forttêのforstagramでの様子を掲載。
P95 「マイスタ☆ランキング‼︎」最近気になるアイドルユニットは？で、forttêが１位を獲得。
電撃Girl's style 3月号(2017年2月10日発売)
P104〜107 forttêのゲーム立ち絵・スチル、メンバーのアイドルポイントなど掲載。風斗と虎之輔の紹介も。
電撃Girl's style 4月号(2017年3月10日発売)
P100〜103 forttêのゲームスチル、私服とステージ衣装の立ち絵など。
MY★STAR vol.8(2017年3月22日発売)
P76〜77 「forttê 愛を込めて❤︎」ラブソングをテーマにforttêへのアンケートを掲載。
P83,85 「血液型別IDOL FILE」のAB型一覧に永遠が掲載。
P90 「IDOL's胸キュンボディパーツ」に瑛一郎が掲載。
P95 forttêのforstagramでの様子を掲載。
MY★STAR vol.9(2017年7月31日発売)
P60,61 「スカイブルー・ヴァカンス」forttêにとっての夏をニコイチトークで掲載。
P96 forttêのforstagramでの様子を掲載。
付録「 灼熱フレフレ☆サマーレター」メンバーからのメッセージを掲載。
電撃Girl's style 9月号(2017年8月10日発売)
P180 描き下ろし限定版ジャケット。
P181 メイン登場人物紹介。
P182〜185 武居拓眞ピックアップ企画。本人コメントほか、スチル、立ち絵など掲載。
P186〜191 番外編「王子様、料理をふるまう。」
電撃Girl's style 10月号(2017年9月10日発売)
P174 描き下ろし通常版ジャケット。
P175 月城奏汰の紹介。
P176〜179 清家涼ピックアップ企画。本人コメントほか、スチル、立ち絵など。
P180〜185 番外編「王子様、綺麗だと言われる。」
Cool- B 11月号(2017年10月4日発売)
P78 forttêメンバーの紹介、物語のあらすじなど
電撃Girl's style 11月号(2017年10月10日発売)
P174 理役 斉藤壮馬インタビュー
P175 メインキャラクター紹介、永遠役 花江夏樹インタビュー
P176〜177 成本理ピックアップ企画。本人コメントほか、スチル、立ち絵など。
P178〜179 森嶋永遠ピックアップ企画。本人コメントほか、スチル、立ち絵など。
P180〜185 新規書き下ろし番外編「王子様、ロックに迫る。」、挿し絵もウダジョ先生による新規描き下ろし。
P190 読者ランキング、プレイ予定のゲームTOP5にて第3位にランクイン。
オトメイトマガジンvol.32(201年12月4日発売)
表紙
P2～5 ゲームに登場する人物紹介
P6～15 クリスマスをテーマにしたインタビュー
電撃Girl's style 1月号(2017年12月9日発売)
P152～155 赤星瑛一郎ピックアップ企画。本人コメントほか、スチル、立ち絵など。ゲームシステムも一部公開。
P156～157 ゲーム予約特典、店舗別特典の一覧を掲載。主題歌情報についても記載。
MY★STAR vol.10(2017年12月10日発売)
P54〜57 「ミラクル」についてのインタビュー
P83 マイスタ☆ランキング、好きなアイドル衣装３位にforttêがランクイン。
P87 forstagramでの様子を掲載。
電撃Girl's style 2月号(2018年1月10日発売)
P150 フォリラの描き下ろしジャケット
P151〜154 攻略対象の秘密に迫る。メンバーと月城のプロフィールほか。
P155 KENN、谷山紀章、森久保祥太郎によるキャストコメント
P156 新規書き下ろし番外編「王子様、愛を歌う。」、挿し絵もウダジョ先生による新規描き下ろし。
P166 プレイ予定のゲームTOP5、第1位に「フォルティッシモ」がランクイン。
B'sLOG 3月号(2018年1月20日発売)
P186 武居拓眞、月城奏汰、清家涼のイベントシナリオを一部公開。武居のスチルは初公開のもの。
週間ファミ通No.1521(2018年1月26日発売)
P95 PS Vita 2018年3月発売予定タイトル一覧
電撃Girl's style 3月号(2018年2月10日発売)
P80〜81 ゲームシステム、グッズ情報ほか
P82〜83 forttê各メンバーのONとOFF
P84〜85 forttêとの恋愛模様
P86 月城奏汰と朝倉風斗について
P87 forttê座談会ほか
P88〜93 新規書き下ろし番外編「王子様、別れを知る。」挿し絵もウダジョ先生による新規描き下ろし。
P162 プレイ予定のゲームTOP5、4位に「フォルティッシモ」がランクイン。
B'sLOG 4月号(2018年2月20日発売)
P178〜179 最新情報ほか、ゲーム内スチルとforttêメンバーの紹介。
週刊ファミ通(2018年3月1日発売)
P182 新作ゲームクロスレビューで、殿堂入りゴールドの評価と批評家陣によるプレイレビュー掲載。
電撃Girl's style 4月号(2018年3月10日発売)
P142 飛沫の新規スチル初公開。
P143 飛沫のスペシャルインタビュー。
P166 プレイ予定のゲームTOP5、5位に「フォルティッシモ」がランクイン。
B'sLOG 5月号(2018年3月20日)
P231 読者が期待するゲームタイトルTOP10、7位に「フォルティッシモ」がランクイン。